# Atomoxetina

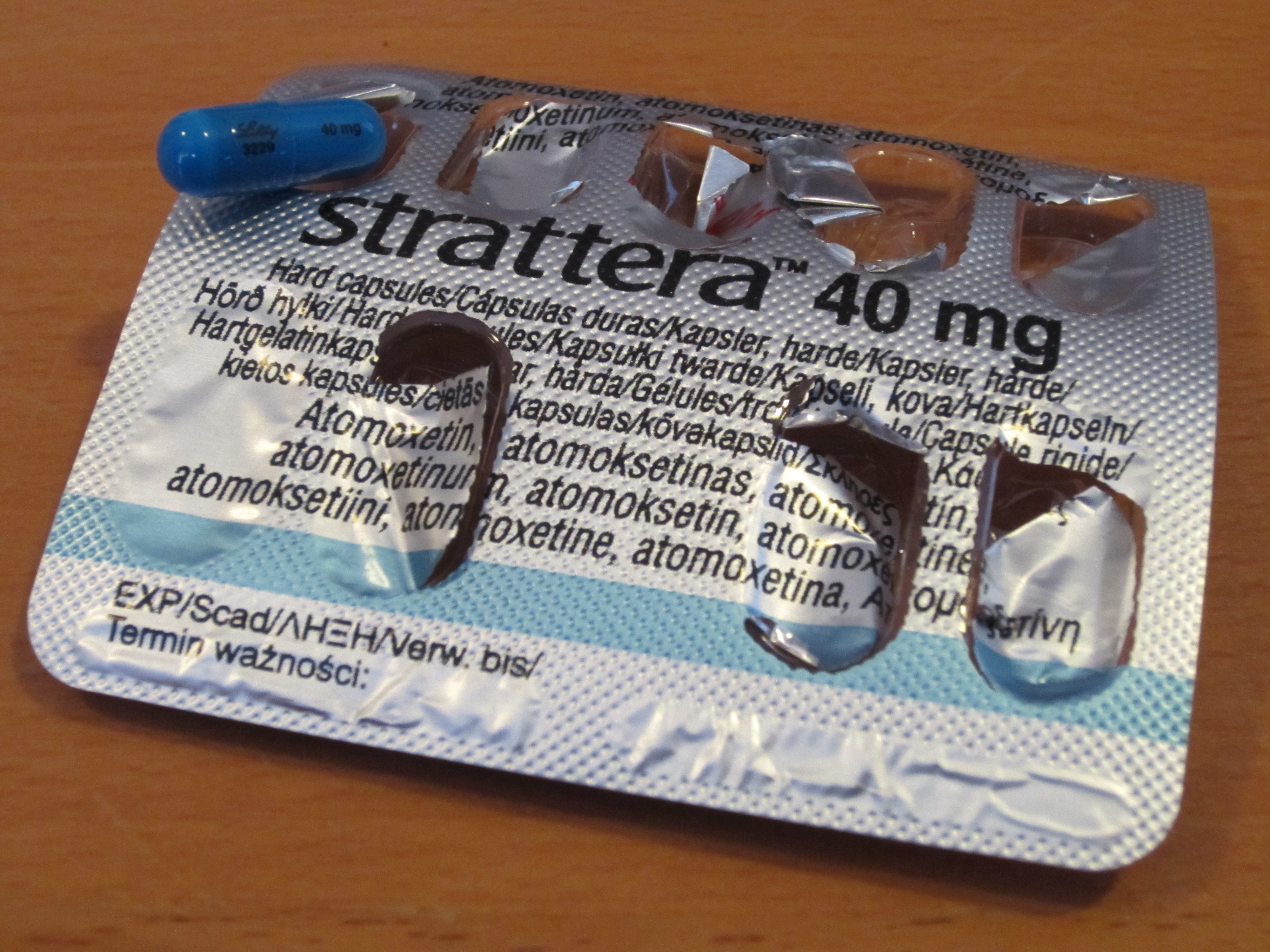
Cartela do remédio

A atomoxetina é um agente neurotônico, indicado exclusivamente para o tratamento de TDAH. Apesar de classificar-se como antidepressivo, não tem efeitos clínicos estudados e aprovados para este propósito. É um bloqueador seletivo da recaptura de noradrenalina cuja patente pertence ao laboratório Eli Lilly and Company EUA Ativa US20150133562A1, Arup Kumar ROY & Matthew Scott MERMEY, "Atomoxetine Solution", publicado em 03 de maio de 2016. Há genéricos fabricados em outros países sob os nomes Tomoxetin (Torrent Pharmaceuticals), Attentin (Ranbaxy Laboratories - divisão Solus) e outros.
No Brasil, a Eli Lilly entrou com ação em 2014 para garantir exclusividade na venda do medicamento, mas o pedido foi negado e julgado improcedente, desta forma garantindo a possibilidade da produção de genérico. Em 2016, o registro do medicamento da Eli Lilly na ANVISA venceu e não foi renovado.
Em 3 de Julho de 2023, a Apsen Farmacêutica teve seu registro publicado na ANVISA sob o nome comercial Atentah.